# Une taupe chez les Schtroumpfs
Une taupe chez les Schtroumpfs est la quarantième histoire de la série Les Schtroumpfs de Peyo. Elle est publiée pour la première fois dans le journal Schtroumpf !, puis dans l'album L'Étrange Réveil du Schtroumpf paresseux en 1991.

## Résumé
Alors que le Schtroumpf farceur a piqué les lunettes du Schtroumpf à lunettes pour faire une blague, une taupe myope surgit de la terre en plein cœur du village. Chassé par les villageois, la taupe se retrouve dans la galerie poursuivie par le Grand Schtroumpf, le Schtrompf bricoleur et le Schtroumpf farceur (à lunettes), la conduisant par peur et par hasard chez Gargamel.
Ce dernier cherche à l'exterminer, mais la taupe doit son salue grâce aux Schtroumpfs qui lui donnent les lunettes du Schtroumpf à lunettes...